# 松岡恕庵

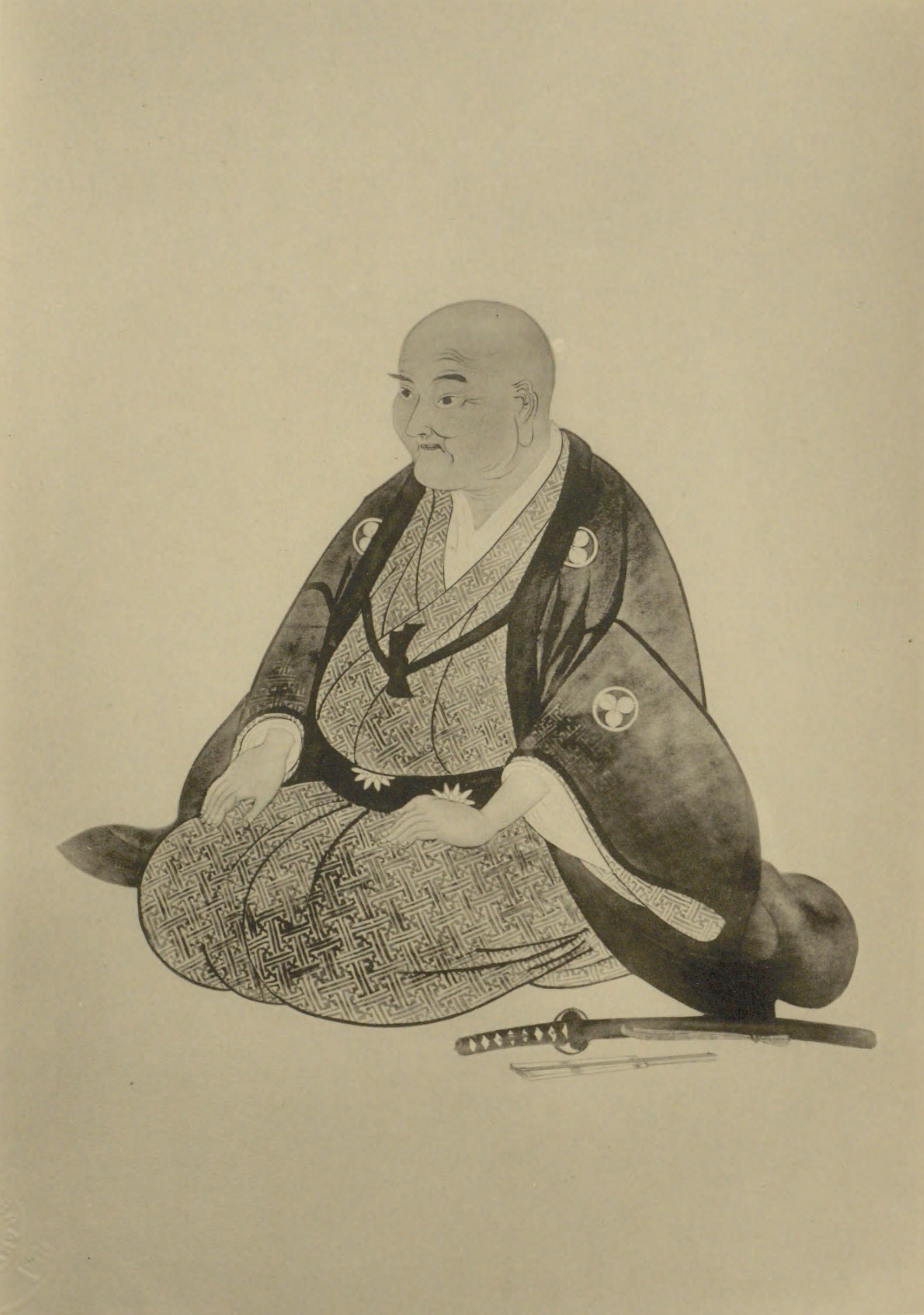
藤浪剛一『医家先哲肖像集』より松岡恕庵

松岡 恕庵（まつおか じょあん、寛文8年（1668年） - 延享3年7月11日（1746年8月27日））は、日本の儒学者・本草学者。名は玄達（げんたつ）、通称は恕庵、字は成章、号は怡顔斎 (いがんさい) 、苟完居(こうかんきょ)、埴鈴翁、真鈴潮翁。門弟に小野蘭山、戸田旭山、服部艸玄、浅井図南、谷川士清、横地島狄子、直海元周。

## 生涯
寛文8年（1668年）京都に生まれた。18歳の時、浅井周伯の私塾・養志堂に入り東洋医学を学びながら、儒学を山崎闇斎、伊藤仁斎に学んだ。しかし、儒教の経典『詩経』に出てくる動植物の名の理解に苦しんだことから、本草学者稲生若水の門に入り本草学を学んだ。この時から本草学に傾倒していき、のちに自身も本草学を講じるようになった。そのような経歴もあり、恕庵は儒教思想の「正名」と「格物」の観点から、本草学の持つ名物学の側面を重視していた。
享保元年（1716年）徳川吉宗が8代目将軍就任。享保の改革の中で薬事に関する改革を始める。この時はまだ、江戸幕府開幕後も日本の文化中心地は京都であり本草学の中心地もまた京都であった。そのため享保6年（1721年）江戸の本草学発展の為の人材として恕庵ら京都の本草学者が幕府からの招聘を受け京都から幕府の江戸医学館に招かれた。恕庵は集められた本草の薬事検査をする和薬改会所に加わり検査法を検討、飢饉のための対策、殖産産業に寄与し日本の本草学を発展させた。延享3年（1746年）死去。享年79。

## 功績
師の稲生若水は中国の本草学を日本の本草学に変えていく草分けとして以後の本草学を発展させる人材を輩出したが、恕庵の本草学はそれまでの薬学に重きを置くものに収まらず、積極的に多種多様の動植物、鉱物を収集し博物学的なものに発展していた。それは、門弟小野蘭山が築く日本国本草学、丹羽正伯の検査基準「和薬種六ヶ條」に結実していくことになった。

## 主な著書
- 用薬須知
- 救荒本草
- 食療正要（食事療法を書いた著書）
- 蕃藷録
- 烟草録
- 広参品（人参の品種、栽培法を書いた著書）
- 怡顔斎何品（動植物・鉱物を9種品目に分けた著書）
  - 桜品
  - 梅品
  - 蘭品
  - 竹品
  - 菓品
  - 菜品
  - 菌品
  - 介品
  - 石品
- 用薬須知後編
- 用薬須知続編
- 本草綱目記聞

## 交流
- 青木昆陽
- 野呂元丈